# Polifilm

Logo der ehemaligen Orbita-Film

Die Polifilm GmbH mit Sitz in Köln ist ein deutsches, in Familienbesitz befindliches Chemieunternehmen. 

## Hintergrund
Das Unternehmen produziert auf über 70 Extrusionsanlagen verschiedene Kunststofffolien aus Polyethylen für unterschiedliche Anwendungen in der Verpackung, der Bau-, Agrar- und Automobilbranche und anderen Bereichen.
Es wurde 1972 als Poli-Folien Vertriebs GmbH von Lutz Runkel gegründet. Im Jahr 1980 wurde eine erste Auslandsniederlassung eröffnet. Nach der Wiedervereinigung wurde 1991 die Tochtergesellschaft Orbita-Film in Weißandt-Gölzau, dem ehemaligen Standort der Orbitaplast, gegründet. Orbita-Film nahm ab 2013 ebenfalls den Namen Polifilm an.
Es werden Produktions- und Vertriebsstandorte in mehreren Ländern weltweit unterhalten.